# 萨尔特河畔圣于连
萨尔特河畔圣于连（法語：Saint-Julien-sur-Sarthe，法語發音：[sɛ̃ ʒyljɛ̃ syʁ saʁt] ⓘ）是法国奥恩省的一个市镇，属于莫尔塔涅欧佩什区。

## 地理
萨尔特河畔圣于连（48°29'27"N, 0°21'28"E）面积16.39 平方千米，位于法国诺曼底大区奧恩省，该省份为法国西北部内陆省份，北起顺时针与卡爾瓦多斯省、厄尔省、厄尔-卢瓦省、萨尔特省、马耶讷省和芒什省接壤。
与萨尔特河畔圣于连接壤的市镇（或旧市镇、城区）包括：维代、巴维尔、比雷、萨尔特河畔库隆日、萨尔特河畔勒梅勒、佩旺谢尔、萨尔特河畔圣莱热、圣康坦德布拉武。
萨尔特河畔圣于连的时区为UTC+01:00、UTC+02:00（夏令时）。

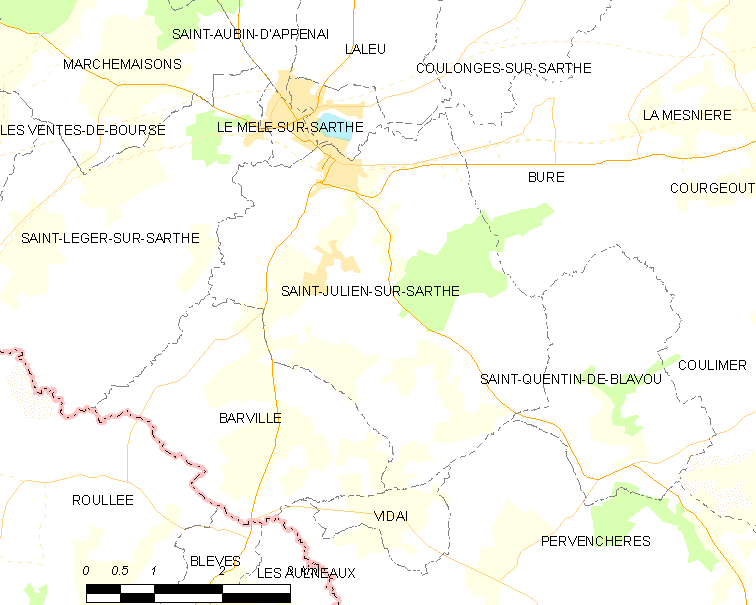
萨尔特河畔圣于连的OSM定位图

## 行政
萨尔特河畔圣于连的邮政编码为61170，INSEE市镇编码为61412。

## 政治
萨尔特河畔圣于连所属的省级选区为埃库沃县。

## 人口

1962-2008年间萨尔特河畔圣于连人口变化图示

萨尔特河畔圣于连于2022年1月1日时的人口数量为679人。